# Balantzatxoa
Balantzatxoa és una pel·lícula espanyola en basc del 1978 dirigida per Juan Miguel Gutiérrez Márquez, basada en una obra de teatre feta per Paco Sagarzazu per al Grup de Teatre Xaribari.
És el primer llargmetratge en basc fet al País Basc, adreçat especialment als joves. Va criticar l'autoritarisme de l'ensenyament tradicional: s'hi diu que els problemes d'aculturació i la pèrdua d'identitat que es produeixen entre els nens són a causa de la 'globalització'.

## Repartiment
- Paco Sagarzazu
- Jose Ramon Soroiz
- Joseba Urcelai
- Arantxa Etxebeste
- Antxon Igoa